# Mastermindgroep
Een mastermindgroep bestaat uit een groep gelijkgestemde personen, meestal ondernemers, die een bijdrage willen leveren aan het oplossen van elkaars uitdagingen.
Het concept is bedacht in 1925 door Napoleon Hill, waar hij het de mastermindgroep voor het eerst beschreef in zijn boek The Law of Success. In zijn boek Think and Grow Rich beschreef hij meer in detail over de mastermindgroep. Middels een mastermindgroep samenwerken is een van de wetten van succes die Napoleon Hill in zijn boeken heeft beschreven.
Een mastermindgroep bestaat vaak uit zes tot acht personen, die op vaste momenten en onder begeleiding van een coach mastermindsessies houden.
Ondanks dat de opzet van een mastermind groep niet verbonden is uit ondernemerschap, kom je de groep wel het vaakst tegen bij ondernemers. Typische zaken die worden besproken zijn uitdagingen waar ondernemers in hun dagelijkse ondernemersleven tegenaan loopt.
De kracht van een mastermindgroep is dat men leert van elkaars ervaringen. Uitdagingen waar de ene persoon mee worstelt, kan een andere persoon wellicht direct een oplossing voor bieden.
Bekende ondernemers als Henry Ford, Thomas Edison en Walt Disney zijn in hun leven lid geweest van een mastermindgroep.